# Сульфаты
Сульфа́ты — соли серной кислоты H2SO4, а также (в органической химии) сложные эфиры серной кислоты —диалкилсульфаты R−O−SO2−O−R и алкилсульфаты Н−O−SO2−O−R.

## Классификация
Неорганические сульфаты являются ионными соединениями, содержат анион SO2−
4, образуют три ряда солей:
- нормальные, или средние соли (собственно сульфаты, например, сульфат калия K2SO4);
- кислые соли (гидросульфаты, или бисульфаты, кроме катионов металла содержат катионы водорода H+, например, гидросульфат натрия NaHSO4);
- осно́вные соли (содержат наряду с сульфат-анионом SO2−
4 группы ОН, например, Cu3(OH)4SO4

Большинство неорганических сульфатов образуют кристаллы, средние и кислые сульфаты, как правило, растворимы в воде. Нерастворимыми являются сульфаты тяжёлых щёлочноземельных металлов (BaSO4, RaSO4); сульфаты лёгких щёлочноземельных металлов (CaSO4, SrSO4) и сульфат свинца плохо растворимы. Основные сульфаты обычно малорастворимы или нерастворимы либо гидролизуются. Внешне сульфаты имеют светлый оттенок и обычно обладают некоторой степенью твердости.
Кристаллогидраты сульфатов некоторых металлов (железа, меди и др.) называют купоросами. Кристаллогидраты сульфатов двойных солей однозарядного и трёхзарядного катионов M+M3+(SO4)2−
2·12H2O называют квасцами (безводные — жжёными квасцами). Кристаллогидраты сульфатов двойных солей однозарядного и двухзарядного катионов M+
2M2+(SO4)2−
2·6H2O называют шенитами, или солями Туттона.
Средние сульфаты щелочных металлов термически устойчивы. Кислые сульфаты щелочных металлов при нагревании разлагаются с отщеплением воды, превращаясь в пиросульфаты (дисульфаты, соли дисерной кислоты):
{\displaystyle {\mathsf {2KHSO_{4}\rightarrow K_{2}S_{2}O_{7}+H_{2}O}}}.
Осно́вные сульфаты, а также кислые сульфаты металлов, не являющихся щелочными, при нагревании, как правило, разлагаются с отщеплением оксидов серы (SO3, SO2), образуя оксиды металлов:
{\displaystyle {\mathsf {2MgSO_{4}\ \xrightarrow {1200~^{\circ }C} \ 2MgO+2SO_{2}\uparrow +O_{2}}}},
{\displaystyle {\mathsf {2VOSO_{4}\ {\xrightarrow {520-530^{o}C}}\ V_{2}O_{5}+SO_{2}+SO_{3}}}}.

## Качественные реакции
Качественная реакция на растворимые сульфаты — образование белого нерастворимого осадка сульфата бария при добавлении к раствору хлорида бария:
{\displaystyle {\mathsf {Me_{2}SO_{4}+BaCl_{2}\rightarrow BaSO_{4}\downarrow +2MeCl}}}.
Используется также осаждение белого сульфата свинца(II) при добавлении к раствору ацетата свинца(II):
{\displaystyle {\mathsf {Me_{2}SO_{4}+Pb(CH_{3}COO)_{2}\rightarrow PbSO_{4}\downarrow +2CH_{3}COOMe}}}.

## Нахождение в природе
Сульфаты широко распространены в природе, образуя целую группу минералов (см. сульфаты (минералы)), в частности гипс (дигидрат сульфата кальция), мирабилит (декагидрат сульфата натрия), ангидрит (безводный сульфат кальция), барит (сульфат бария), алунит (основный сульфат алюминия и калия) и др. Входят в состав морской воды и минеральных вод.

## Примеры
- Сульфат натрия
- Сульфат магния
- Сульфат кальция
- Сульфат ванадила
- Гидросульфат калия
- Основной сульфат меди(II)
- Сульфат димагния-дикалия
- Сульфат уранила-дикалия
- Сульфат мышьяка(III)
- Сульфат нептуния(IV)